# C-more ENTERTAINMENT
C-more ENTERTAINMENT（しーもあえんたーていめんと）は、東京都渋谷区に拠点を置く芸能プロダクション。

## 概要
主にAV女優のマネジメントを手掛けている。
Japan production guild（日本プロダクション協会）加盟プロダクション。かつてはCLAPのプロダクション名で運営されていた。
講談社刊行の一部デジタル写真集ではカメラマンの名義（著作権者名）としても使用している。高橋しょう子など、被写体が別事務所の人物も含まれる。

## 主な所属モデル
- JULIA
- 明里つむぎ
- 本庄鈴
- miru
- 青空ひかり
- 三宮つばき
- 楓ふうあ[6]
- 小花のん
- 時田亜美
- 設楽ゆうひ
- 柊木里音
- 椎名ゆな
- 森あやみ
- 御園もも
- 海老咲あお
- 松野蘭
- 降矢あすか
- 絵恋空
- 水野朝陽
- 朝日奈かれん
- 多田有花
- 安野由美
- 伊織涼子
- 天神羽衣
- 天音かんな
- 本多そら
- 加藤あやの

### 過去に所属していた女優
- 有坂真宵
- 愛田せいら
- 小宵こなん
- 希代あみ
- 沙和れもん
- 園田ひなの
- 高敷るあ
- 並木ゆの
- 双葉まほ
- 恵沙也香
- 唯月優花
- 桜羽のどか
- 益坂美亜
- 夢見照うた
- 奏音かのん
- 伊東真緒
- あゆみ
- 飯山香織
- 野々宮みさと
- 四葉さな
- 米津響
- 小島りりか
- 桃華ゆりあ
- 如月せな
- 広瀬りおな
- 麻里梨夏
- ひなた澪
- 赤玘えちか
- 川口ともか
- 橘@ハム
- 月下あいり
- 渚沢まゆ
- 並平梨世
- 成宮ありあ
- 西谷美咲
- 春明潤
- まみや羽花
- 鈴原みらん
- 桐谷まつり
- 松本りおな
- 若月みいな